# Йоун Торлаукссон
Йоун Торлаукссон (ісл. Jón Þorláksson; 3 березня 1877 — 20 березня 1935) — ісландський політик, прем'єр-міністр країни від липня 1926 до серпня 1927 року.

## Кар'єра
1921 року був обраний до альтингу. 1924 року став міністром фінансів у кабінеті Йоуна Магнуссона. Після смерті останнього був обраний на посаду голови уряду.